# Vincent de Callataÿ
Vincent de Callataÿ est un écrivain scientifique belge spécialisé en astronomie.
En 1955, il publie l'Atlas du Ciel, préfacé par l'astronome belge Eugène Joseph Delporte, aux éditions Gauthier-Villars, réédité en 1963 et 1986.
Son second ouvrage, Atlas de la Lune, paru en 1962, est préfacé par l'astronome et aéronaute français Audouin Dollfus, qui collaborera ensuite avec De Callataÿ sur son troisième ouvrage, Atlas des Planètes.
Les trois atlas ont été traduits en anglais aux éditions Macmillan quelques années après leur parution française.